# مانويل غونزالو كازاس
كازاس مانويل غونزالو (بالإسبانية: Manuel Casas)‏، فيلسوف أرجنتيني معاصر، من مواليد 14 أبريل لسنة 1911، أصاب شهرة واسعة بكتابه مدخل إلى الفلسفة (1954)، وقد مزج فيه التوماوية بتأثرات هايدغرية. تعاطف في فترة لاحقة مع الروحية المسيحية، ثم مع بعض قضايا الماركسية، وذاد عن فكرة الحرية كشرط وجودي للإنسان. توفي في 7 نوفمبر 1981.

## مؤلفاته
- القديس توما و الفلسفة الوجودية (1948).
- صوت الداخل (1960).
- مدخل إلى الفكر الواقعي (1979).